# La vendetta del dragone
La vendetta del dragone (San suk si gin) è un film del 2009 diretto da Tung-Shing Yee.
Il film è noto per il fatto che è il primo in cui Jackie Chan interpreta un personaggio negativo, nonostante lui tenga molto all'immagine che il personaggio interpretato può dare al pubblico; inoltre, è anche uno dei suoi pochi film a non appartenere al genere action/comedy.

## Trama
Dopo aver vissuto come contadino nelle campagne cinesi, Steelhead arriva in Giappone come immigrato clandestino, in cerca di una vita migliore e del suo amore Xiu Xiu, andata a Tokyo dopo l'invito da parte della zia. Steelhead ritrova il suo vecchio amico Jie, altri immigrati cinesi ed inoltre una sistemazione nella comunità cinese di Tokyo, dove inizia a sopravvivere con furti e piccole truffe. Quando incontra un boss della Yakuza, Eguchi, che si è sposato con Xiu Xiu, Steelhead decide di diventare un sicario in cambio della cittadinanza giapponese. Per questo, Eguchi lo manda ad eliminare due boss mafiosi. Ma la vita criminale si rivelerà una strettoia da cui sarà impossibile tornare indietro.

## Cast

### Cast principale
- Jackie Chan è Steelhead, immigrato cinese che arriva in Giappone in maniera illegale. Si unisce ad altri immigrati cinesi e cerca di fare il possibile per rendere la vita dei suoi "fratelli" cinesi migliore.
- Naoto Takenaka è l'ispettore Kitano, detective che viene salvato da Stellhead mentre sta per affogare.
- Fan Bingbing è Lily, compagna di Steelhead.
- Daniel Wu è Jie, immigrato cinese che aiuta inizialmente Steelhead in attività illegali.
- Jinglei Xu è Xiu Xiu / Yuko Eguchi, compagna di Steelhead quando entrambi erano in Cina. In Giappone ha iniziato una nuova vita.
- Masaya Kato è Toshinari Eguchi, boss Yakuza che aiuta Steelhead in cambio di favori.

## Temi
Il film propone temi attuali, quali l'immigrazione e l'integrazione in un'altra società; infatti in esso i protagonisti, perlopiù cinesi, devono adattarsi alle regole del paese ospitante, come il protagonista dice: "Dobbiamo imparare il giapponese se vogliamo comprendere e inserirci nel loro mondo, sforzarsi di comunicare con loro, altrimenti saremo sempre degli emarginati e saremo trattati come tali".

## Riconoscimenti
- 2010 - Hong Kong Film Critics Society Award
  - Film of Merit
- 2010 - Hong Kong Film Awards
  - Nomination Miglior Film
  - Nomination Migliore regia a Derek Yee
  - Nomination Migliore fotografia a Nobuyasu Kita
  - Nomination Migliore coreografia d'azione a Chin Ka Lok